# Hydra Technologies E1 Gavilán
El avión E1 Gavilán es una aeroplano eléctrico de vigilancia diseñado y fabricado en México por Hydra Technologies de México. El avión es uno de tipo no tripulado y controlado a distancia.
El E1 Gavilán fue presentado el 10 de junio de 2008 en San Diego, Estados Unidos por 'Hydra Technologies de México' en la Expo Internacional AUVSI (Asociación Internacional para Sistemas de Vehículos No Tripulados, por sus siglas en inglés) de Norteamérica 2008, la exposición más grande en esta industria en el mundo. 
Un mes después de su presentación en California, el E1 Gavilán fue también presentado en la exposición de aeronáutica más importante del mundo: el Salón Aeronáutico de Farnborough el 14 de julio en Londres, Inglaterra.

## Descripción
El E1 Gavilán es un aparato de sistema aéreo de vigilancia no tripulado, que plantea múltiples funciones sin arriesgar vidas humanas. Este avión plantea usos que requieren de mayor rapidez y menos espacio que los de su hermano: el S4 Ehécatl.
Su innovación más relevante es que este vehículo no necesita de pista de despegue, ya que puede ser lanzado a mano, haciendo muy favorable su despliegue en zonas de terreno no favorable.
Tiene una autonomía de vuelo de 90 minutos, puede volar de día o de noche y es controlado por una sola persona por medio de un GCS portátil de fácil manejo.
Como el S4 Ehécatl, el E1 Gavilán es el resultado del esfuerzo conjunto del Gobierno Federal mexicano, el sector financiero por medio de Nafinsa, instituciones académicas y científicas como el Consejo Nacional de Ciencia y Tecnología (Conacyt), el Instituto Politécnico Nacional, la Universidad Autónoma de Guadalajara y el ITESO.

## Especificaciones
- Avión E1 Gavilán: vehículo aéreo no tripulado (VANT o UAV).
- Peso:  5 kg
- Radio de operación: 10 km
- Despegue: catapulta
- Carga útil o payload: módulo intercambiable con sensor de misión y cámara de vuelo.
- Extensión 15 dm (1,5 m)
- Fuente de poder: batería eléctrica
- Poder: motor eléctrico
- Autonomía de vuelo: 90 min
- Altitud de operación: aproximadamente 8,000 pies sobre el nivel del mar

## Uso
La Secretaría de Seguridad Pública lo usa en el combate al narcotráfico, pues detecta transporte y siembra de drogas. Además, monitorea zonas fronterizas y desastres naturales, debido a que está equipado con sensores térmicos, cámara electroóptica y de alta resolución que le permite hacer detecciones por medio de imágenes de cambio de temperatura. 
Otro uso importante que el E1 Gavilán ofrece es el de vigilancia aérea y monitoreo de multitudes durante eventos deportivos en estadios o de manifestaciones y marchas. También puede ser empleado en operativos antisecuestro, vigilancia de inmuebles y monitoreo ecológico.

## Galería

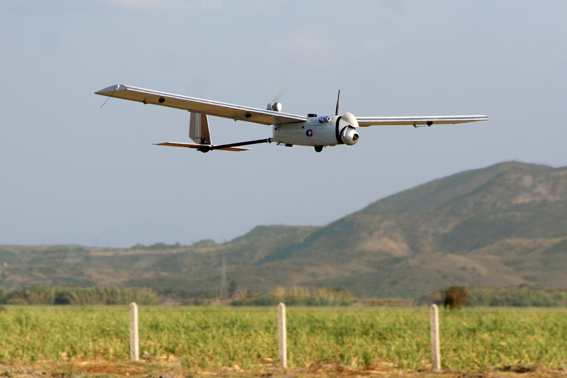
El E1 Gavilán en pleno vuelo
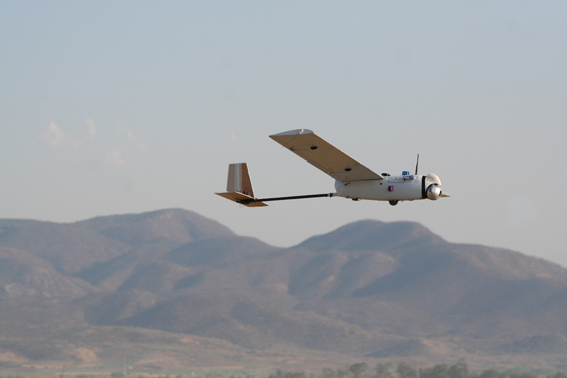
Otra vista

- Datos: Q9005594
- Multimedia: Hydra Technologies E1 Gavilán / Q9005594